# 타위타위숲쥐
타위타위숲쥐 또는 타위타위섬쥐(Rattus tawitawiensis)는 시궁쥐속에 속하는 설치류의 일종이다. 필리핀 타위타위주에서만 발견된다.

## 특징
보통 크기의 설치류로 꼬리 길이 180mm를 제외한 몸길이가 208mm이다. 발 길이는 42mm이다. 털이 짧고 섬세하며 부드럽다. 등 쪽은 짙은 갈색이고 배 쪽은 짙은 회색이다.

## 생태
땅 위에서 주로 생활하는 육상성 동물이다.

## 분포 및 서식지
필리핀 술라제도 타위타위섬에 널리 분포한다.